# François Édouard Picot
Pour les articles homonymes, voir Picot.
François Édouard Picot né à Paris le 17 octobre 1786 et mort dans la même ville le 15 mars 1868, est un peintre néo-classique français.

## Biographie
Il est le fils de Augustin André Picot (1756-1822), brodeur officiel de l'empereur Napoléon Ier.
Élève de François-André Vincent et de Jacques-Louis David à l'École des beaux-arts de Paris, François Édouard Picot reçoit le second grand prix de Rome en 1811, puis le prix d'honneur en 1813. De retour à Paris après son séjour romain à la villa Médicis, il expose L'Amour et Psyché au Salon de 1819 et peint la même année La Mort de Saphire pour l'église Saint-Séverin de Paris. Il est élu membre de l'Académie des beaux-arts en 1836 et continue à exposer ses peintures au Salon jusqu'en 1839. Il décore avec Hippolyte Flandrin l'église Saint-Vincent-de-Paul de Paris et peint à la cire le panneau figurant Les Pèlerins d'Emmaüs pour l'église parisienne de Saint-Denys-du-Saint-Sacrement. Il réalise également des tableaux et des peintures murales pour le musée du Louvre, le château de Versailles et le palais du Luxembourg.
À la fois peintre d'histoire, peintre de genre et portraitiste, François-Édouard Picot a été apprécié pour la qualité de son enseignement.
Il meurt, célibataire, en son domicile sis 34 rue La Rochefoucauld, le 15 mars 1868. Il est inhumé le 17 au cimetière du Père-Lachaise (7e division),.

## Élèves
Picot a eu de très nombreux élèves, parmi lesquels (dans l'ordre alphabétique) :
- Paul Léon Aclocque[7],
- Louis Adan,
- Theodor Aman,
- Jean-Louis-Pierre Arachequesne,
- Édouard Baille,
- Charles Jules Nestor Bavoux,
- Achille Béguin,
- Eugène Bellangé,
- Charles Bellay,
- Léon Belly,
- François-Léon Benouville,
- Jean-Achille Benouville,
- Étienne-Prosper Berne-Bellecour,
- Francis Blin,
- William Bouguereau,
- Guillaume-Charles Brun,
- Ulysse Butin,
- Alexandre Cabanel,
- Philip Hermogenes Calderon,
- Modeste Carlier[8],
- Ferdinand Chaigneau,
- Charles Frédéric Chassériau,
- Théophile-Narcisse Chauvel,
- Charles-Camille Chazal,
- Édouard Cibot,
- Georges Clairin,
- Félix-Auguste Clément,
- Charles-Alexandre Coëssin de la Fosse[9],
- Jules Collinet,
- Auguste-Aristide-Fernand Constantin,
- Henri Coroënne,
- Victor-Gustave Cousin,
- Charles Alexandre Crauk,
- André-Henri Dargelas,
- Gustave Droz,
- Antoine-Jean-Étienne Faivre,
- Pierre-Hippolyte Fillet,
- Charles-Antoine Flajoulot,
- Antoine Xavier Gabriel de Gazeau,
- Félix Giacomotti,
- Claude Jules Grenier,
- Gustave Guillaumet,
- Léon Albert Hayon,
- Jean-Jacques Henner,
- Jozef Israëls,
- Alexandre Juliard[10],
- Auguste Leloir,
- Jacques-Edmond Leman,
- Jules Eugène Lenepveu,
- Louis Hector Leroux,
- Eugène Le Roux,
- Étienne Leroy,
- Henri Le Sidaner,
- Émile Lévy,
- Henri-Léopold Lévy,
- Louis Marie Jules Lhote,
- Timoléon Lobrichon,
- Henry Stacy Marks,
- Gustave-Lucien Marquerie,
- Emmanuel Massé,
- Jean-Baptiste Messager,
- Constantin Mils,
- Gustave Moreau,
- Alexis Mossa,
- Victor Mottez,
- Alphonse de Neuville,
- Juan León Pallière[11],
- Camille Adrien Paris,
- Léon Perrault,
- Isidore Pils,
- Henry Pluchart,
- Claudius Popelin,
- Henri Pottin,
- Jules Félix Ragot,
- Antoine Rivoulon,
- Édouard Sain,
- Amédée Servin,
- Adrien Tournachon,
- Elihu Vedder,
- Jean-Georges Vibert,
- Paul Alphonse Viry,
- Fritz Zuber-Bühler.

Œuvres de François-Édouard Picot
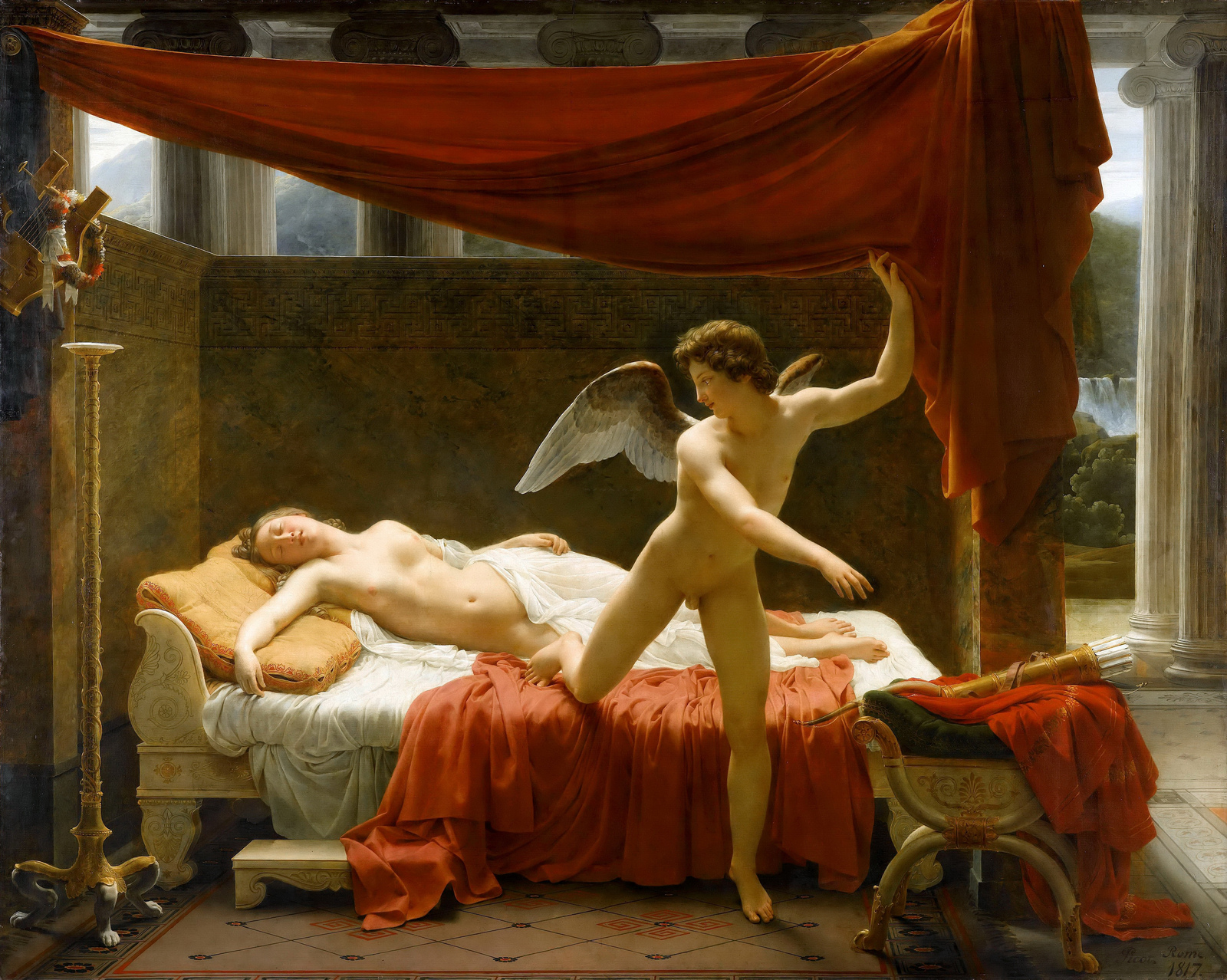
L'Amour et Psyché (1817), Paris, musée du Louvre.
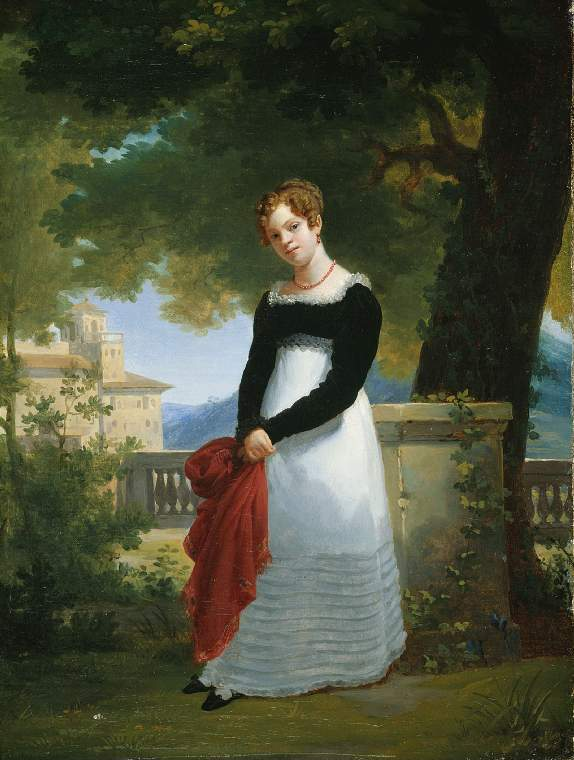
Portrait d'Adélaïde-Sophie Cléret, Mme Tiolier (vers 1817), Cambridge, Fitzwilliam Museum.
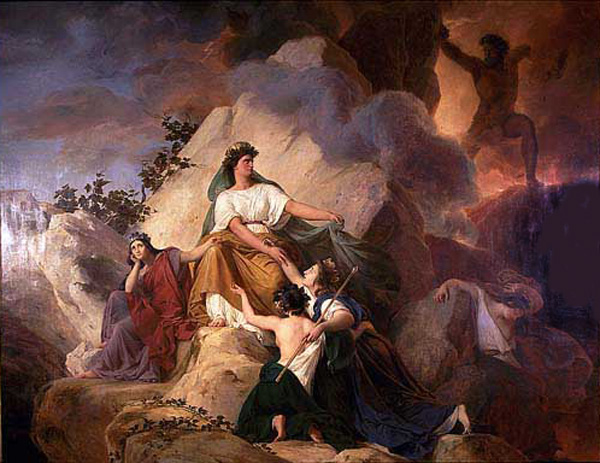
Cybèle protège contre le Vésuve les villes de Stabiae, Herculanum, Pompéi et Résina (1832), Paris, musée du Louvre.
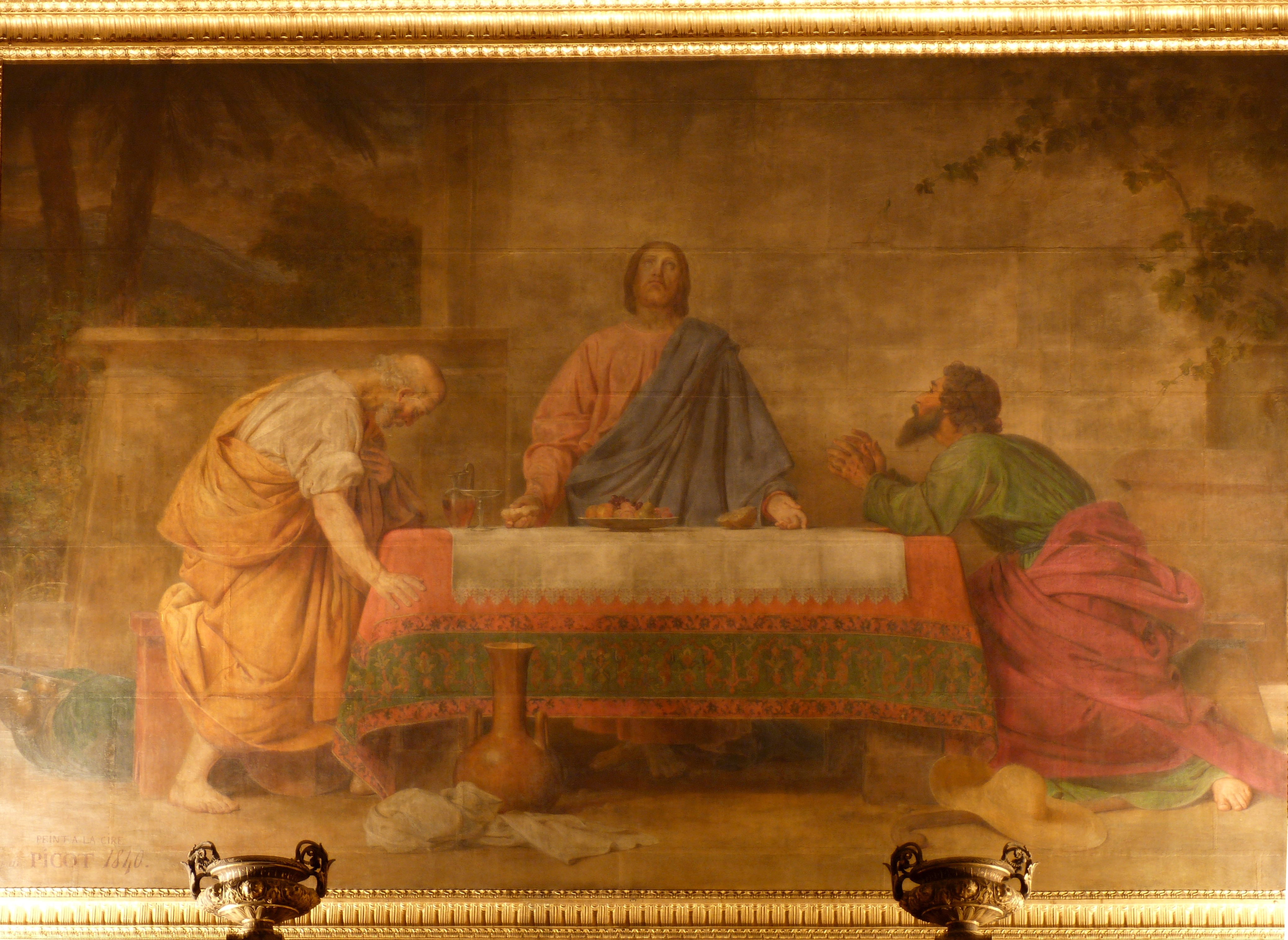
Les Pélerins d'Emmaüs, (1840), Paris, église Saint-Denys-du-Saint-Sacrement.
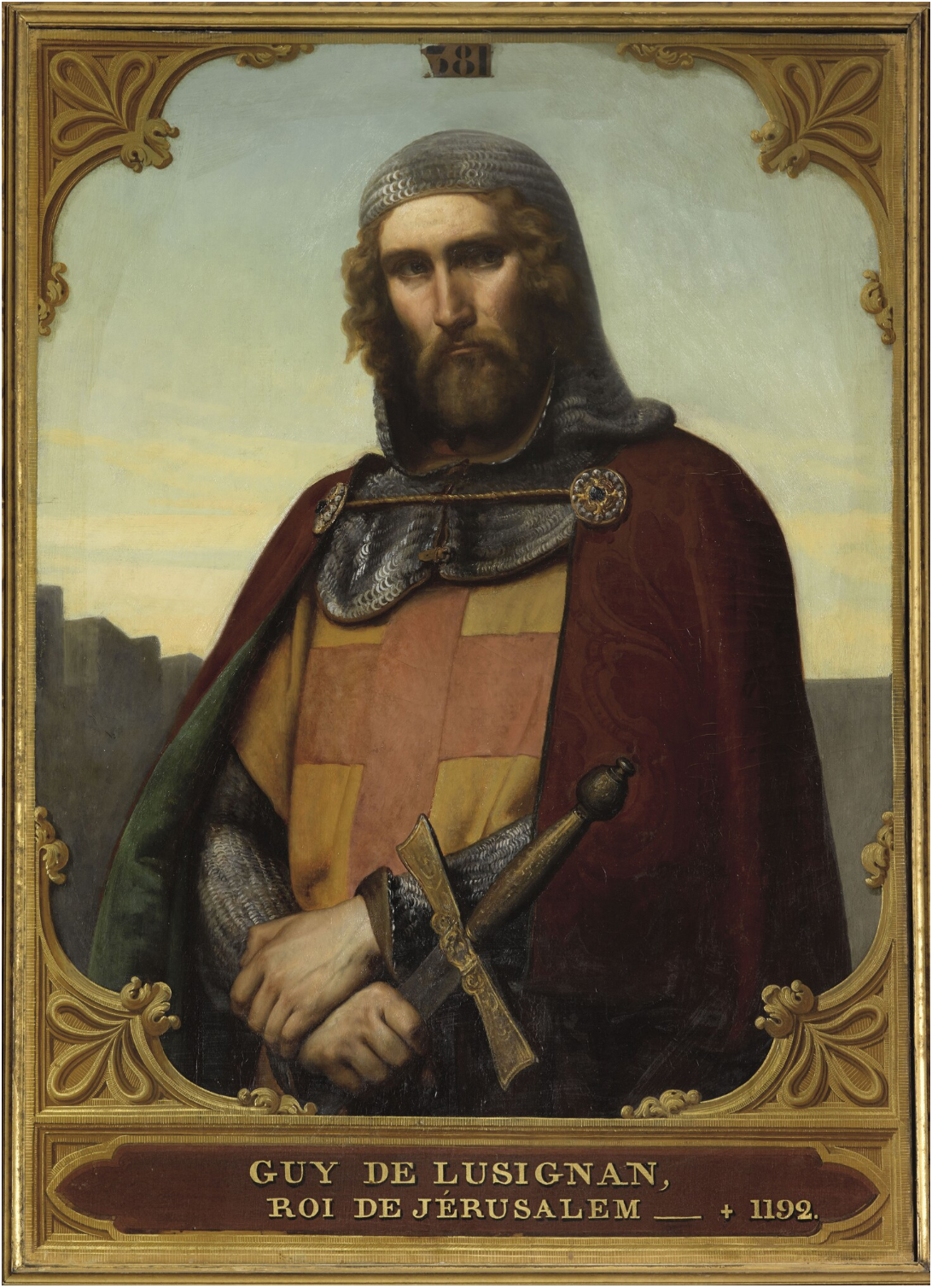
Guy de Lusignan (vers 1843), Versailles, musée de l'Histoire de France.
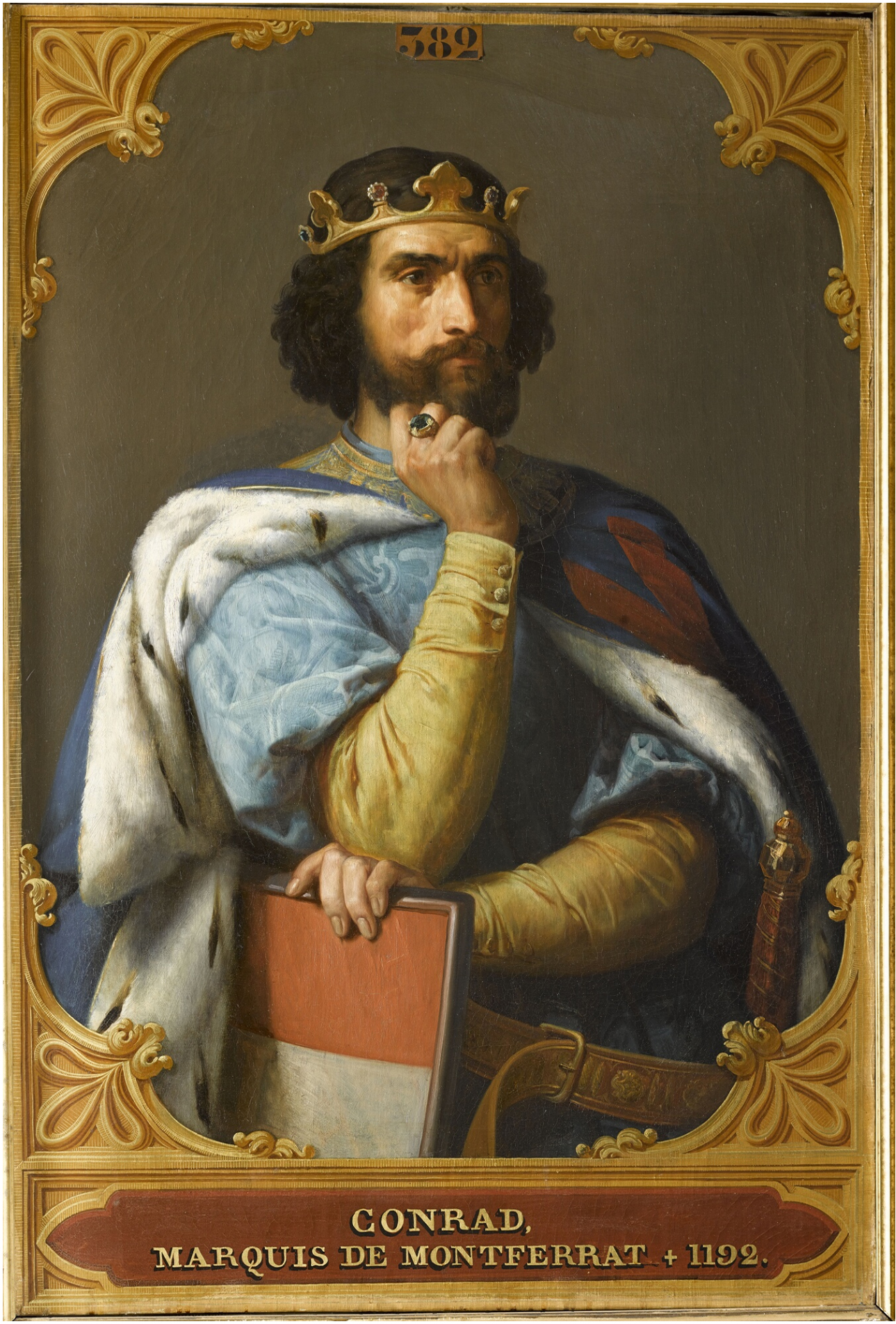
Conrad de Montferrat (vers 1843), Versailles, musée de l'Histoire de France.

## Iconographie

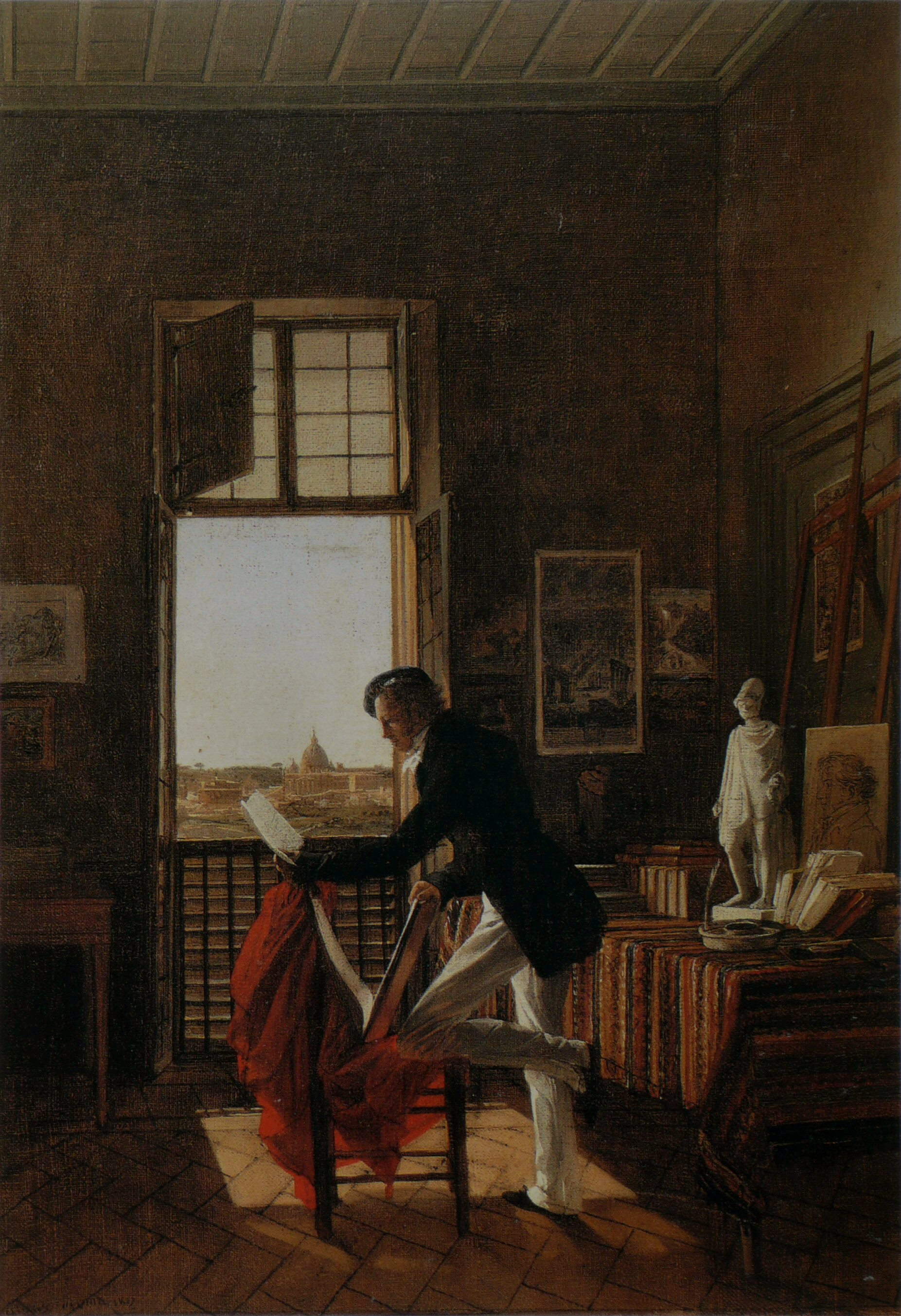
Jean Alaux, L'Atelier de Picot à la villa Médicis (1817), collection particulière.

- Jean Alaux, L'Atelier de Picot à la villa Médicis, 1817, huile sur toile, collection particulière[12]